# Ferrovia Shibayama
La Ferrovia Shibayama (芝山鉄道?, Shibayama Tetsudō) è una compagnia ferroviaria giapponese del terzo settore nella prefettura di Chiba. Gestisce la linea ferroviaria indipendente più breve del Giappone, la linea Shibayama di 2,2 km che corre per gran parte della sua lunghezza in un tunnel sotto l'Aeroporto Internazionale di Narita.
La Narita International Airport Corporation possiede una quota di maggioranza del 68,40%, ha anche investimenti da parte della Prefettura di Chiba, della Keisei Electric Railway, della Japan Airlines, della città di Shibayama e della città di Narita. La sede centrale si trova all'interno della stazione Shibayama-Chiyoda a Shibayama.

## Storia
La società è stata fondata il 1° maggio 1981 e il 24 giugno 1988 ha ottenuto la licenza per la tratta di 2,0 km tra la stazione dell'aeroporto di Shibatetsu Narita (ora parte della stazione di Higashi-Narita) e la stazione di Seibijyō-Mae (in seguito rinominata Shibayama-Chiyoda), per l'utilizzo di piccoli convogli dedicati tra l'attuale sito della stazione di Shibayama-Chiyoda e l'ex stazione dell'aeroporto di Narita. Nel 1990, la ferrovia ha richiesto il permesso di effettuare un servizio passante con la Keisei Railway dalla stazione di Keisei Narita, la costruzione di un collegamento passante è stata approvata nel 1996.
In seguito alla dismissione del progetto Narita Shinkansen, la Keisei Electric Railway decise di utilizzare parte delle strutture già costruite della linea per servire direttamente il terminal aeroportuale, rendendo il percorso dalla stazione di Keisei Narita alla vecchia stazione dell'aeroporto internazionale di Narita una nuova linea denominata linea Keisei Higashi-Narita. La costruzione della linea iniziò nel 1998, tuttavia, il completamento della linea ferroviaria è stato ritardato a causa del rifiuto di una parte dei residenti sul tracciato previsto di vendere i propri terreni in quanto contrari al progetto dell'aeroporto internazionale di Narita. Nel 2000, la società è stata costretta a prolungare la linea di altri 0,2 km per evitare di passare attraverso i terreni privati e il nome scelto della nuova stazione è stato Shibayama-Chiyoda. La linea è entrata in funzione il 22 ottobre 2002.

## Linee ferroviarie

Mappa del percorso della linea Shibayama

L'azienda gestisce un'unica linea.
- Linea Shibayama (芝山鉄道線?): Higashi-Narita -Shibayama-Chiyoda (2,2 km, 2 stazioni)

La linea ferroviaria Shibayama è riconosciuta e pubblicizzata come la linea ferroviaria più breve del Giappone. Tuttavia, se si includono le funivie, la linea ferroviaria più breve in Giappone è di proprietà del tempio Kurama-dera, che possiede la Funicolare Kurama-dera lunga 0,2 km.

## Materiale rotabile
Il materiale rotabile utilizzato dalla ferrovia Shibayama è tutto noleggiato dalle ferrovie elettriche Keisei. La società utilizza una serie Keisei 3500 dal 2013. Nel 2022, il rivestimento del treno è stato modificato in strisce rosse e verdi, simili alla serie 3600 utilizzata precedentemente sulla linea fino al 2013. Durante il periodo in cui la serie 3600 è stata utilizzata dalla ferrovia Shibayama, il colore del treno è stato cambiato dallo schema di colori blu e rosso di Keisei al rosso e verde, lo schema utilizzato nel logo della compagnia.

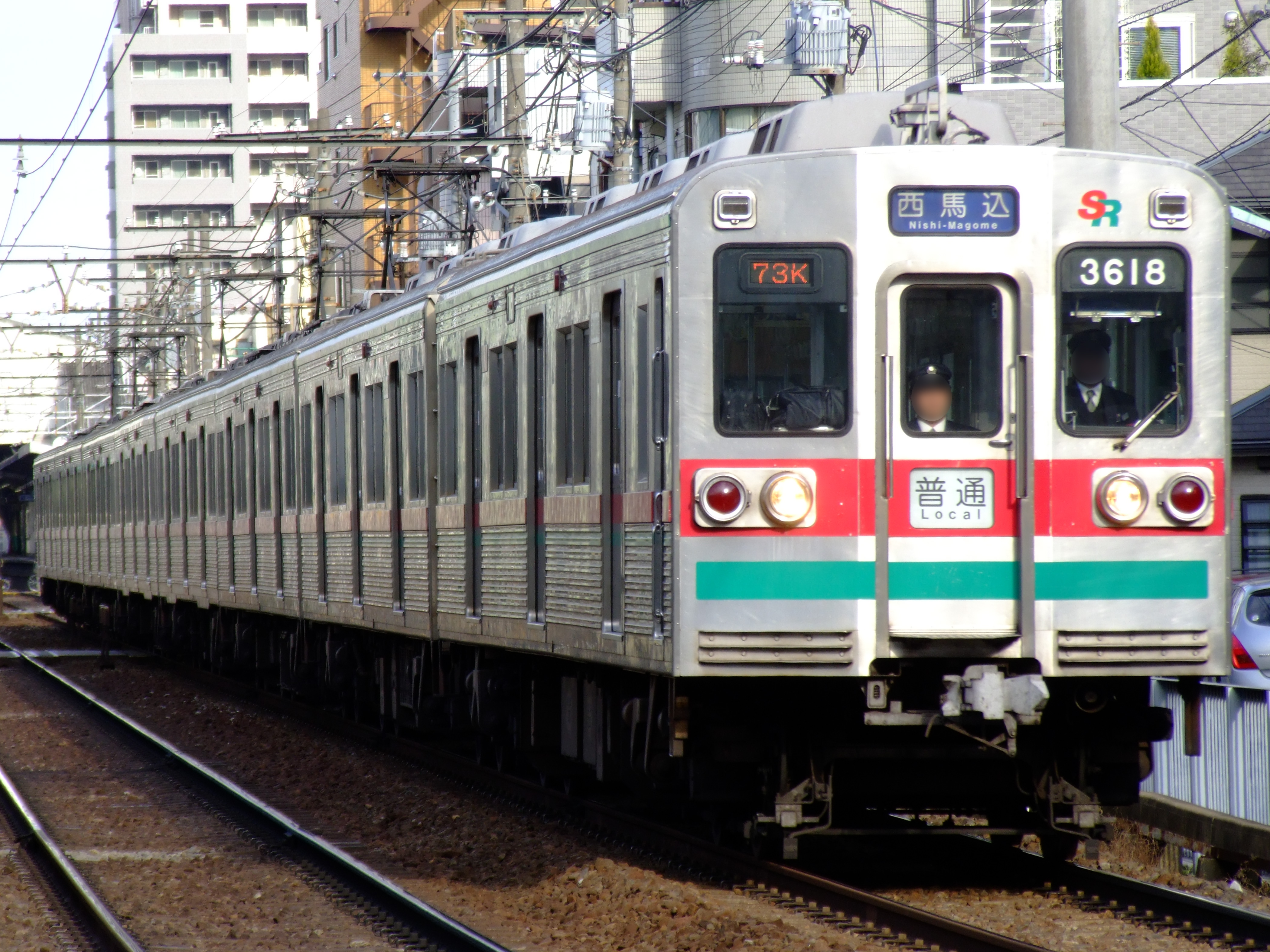
Keisei Serie 3600 (utilizzato fino al 2013)
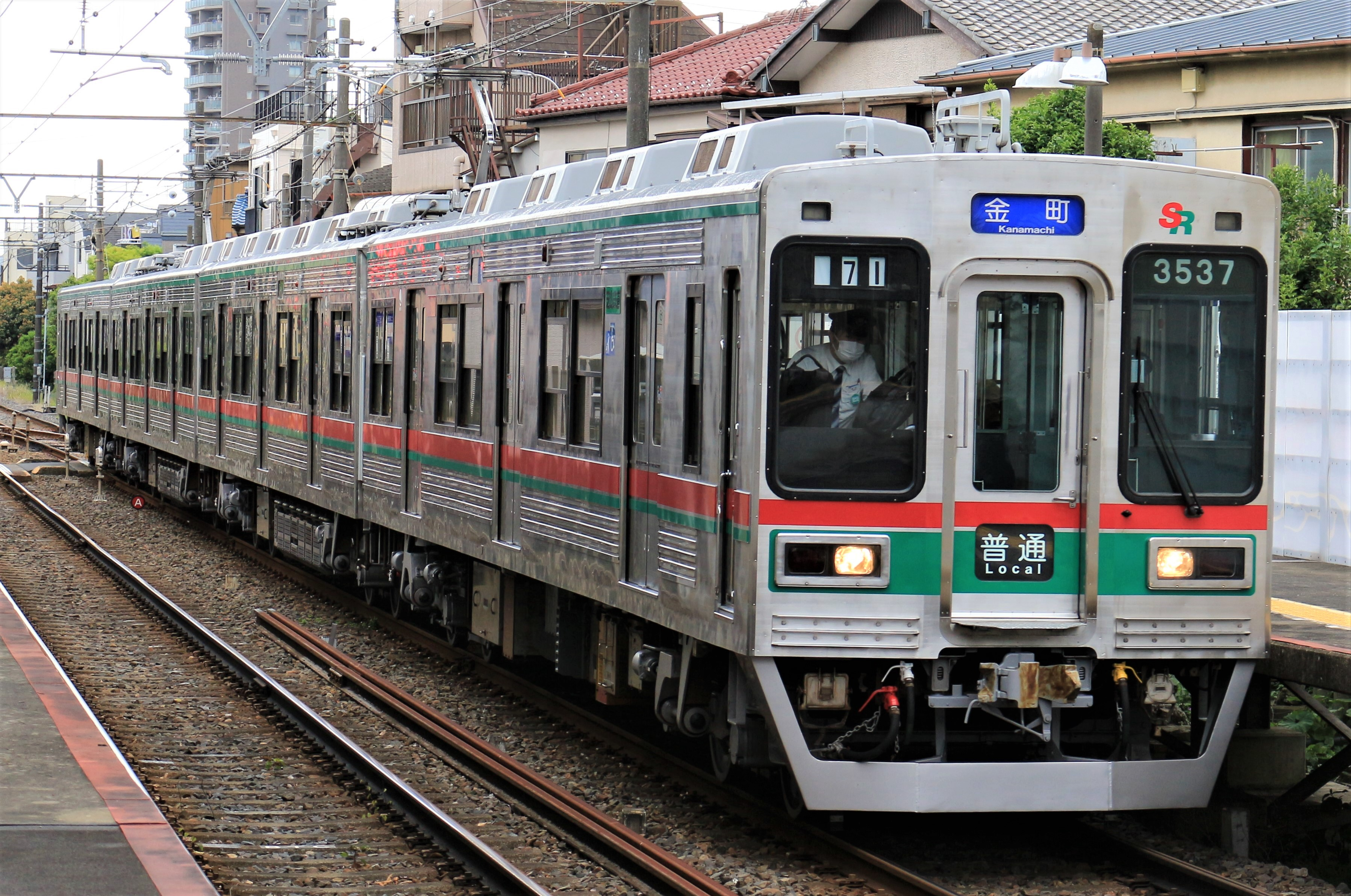
Keisei Serie 3500

- Keisei Serie 3600 (utilizzato fino al 2013)
- Keisei Serie 3500